# Bernard Joseph Harrington

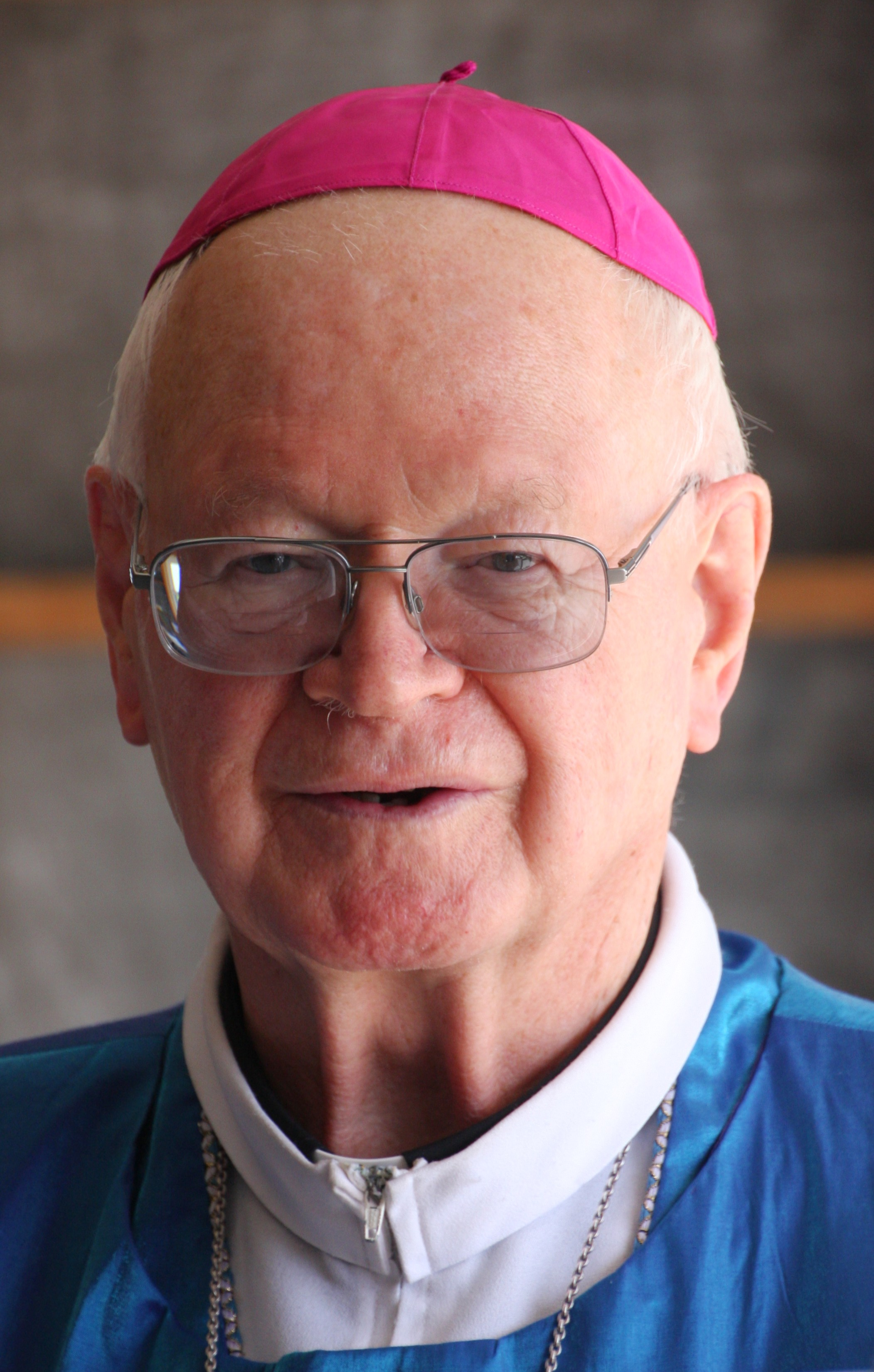
Bernard Joseph Harrington (2017)

Bernard Joseph Harrington (* 6. September 1933 in Detroit) ist Altbischof von Winona.

## Leben
Bernard Joseph Harrington empfing am 6. Juni 1959 die Priesterweihe für das Erzbistum Detroit.
Papst Johannes Paul II. ernannte ihn am 23. November 1993 zum Weihbischof in Detroit und Titularbischof von Uzalis. Der Erzbischof von Detroit, Adam Joseph Maida, spendete ihn am 6. Januar des nächsten Jahres die Bischofsweihe; Mitkonsekratoren waren Dale Joseph Melczek, Apostolischer Administrator von Gary, und Walter Joseph Schoenherr, Weihbischof in Detroit.
Am 4. November 1998 wurde er zum Bischof von Winona ernannt und am 6. Januar des nächsten Jahres in das Amt eingeführt. Am 7. Mai 2009 nahm Papst Benedikt XVI. sein aus Altersgründen vorgebrachtes Rücktrittsgesuch an.